# Chironomus hirtimanus
Chironomus hirtimanus är en tvåvingeart som beskrevs av Jean-Jacques Kieffer och August Friedrich Thienemann 1908. Chironomus hirtimanus ingår i släktet Chironomus och familjen fjädermyggor.
Artens utbredningsområde är Tyskland. Inga underarter finns listade i Catalogue of Life.